# Daniele Bargellini
Daniele Bargellini (Genova, 26 settembre 1971) è un dirigente sportivo ed ex giocatore di calcio a 5 italiano.

## Carriera

### Giocatore

#### Club
Proveniente dal calcio, dove arrivò a disputare la Serie D e giocò tra le altre con il Vado, deve il suo approdo nel calcio a 5 a Carlo Facchin, che avendolo visto difendere la porta del CUS Genova nei campionati universitari, lo invitò a un raduno della Nazionale di calcio a 5 dell'Italia. Nella stagione 1996-97 si trasferì al Petrarca, fortemente voluto dall'allenatore Fabrizio Rendina. Per tutta la stagione Bargellini si alternò tra i pali con l'esperto Antonio Peron, contribuendo alla promozione nella massima serie. Con i neri ha giocato ulteriori sei stagioni, legando indissolubilmente il proprio nome alla crescita e al declino della squadra, raggiungendo la semifinale scudetto nel 1997-98, venendo eletto capitano e infine vivendo in prima persona la retrocessione del 2003. Dopo diversi anni di tentativi andati a vuoto, la retrocessione dei padovani favorisce l'approdo del portiere all'ambiziosa Luparense con cui raggiunge nuovamente i quarti di finale play-off. Nel dicembre 2004 si trasferisce al Cadoneghe in Serie A2; gioca in seguito con la Domus Bresso e soprattutto con il Belluno con cui vince il campionato e la Coppa Italia di Serie B. Nuovamente in Serie A2, gioca ancora una stagione con i canottieri, al termine della quale annuncia la volontà di scendere nei campionati regionali per sopraggiunte incompatibilità lavorative. Dopo una breve parentesi nello Spinea, nel 2008 passa al Real Cadoneghe in qualità di allenatore-giocatore, ritrovando Andrea Baldan, Paolo Mingatti e Giorgio Verri, compagni dell'epopea petrarchina. A 43 anni si accorda con il Thermal Abano in Serie D, tuttavia, nel corso della medesima stagione viene convinto a fare da chioccia ai giovani della Marca Futsal, mandati allo sbaraglio in Serie A in seguito alle difficoltà economiche della società castellana.

#### Nazionale
Dal 1998 al 2002 ha fatto parte della Nazionale, disputando la fase di qualificazione all'Europeo di Caserta.

### Dirigente
Nel dicembre del 2016 viene eletto responsabile regionale del calcio a 5 del Veneto, succedendo ad Antonio Peron.

## Palmarès
- Campionato di serie B: 2

Petrarca: 1996-97
Belluno: 2005-06
- Coppa Italia di Serie B: 1

Belluno: 2005-06